# توماس كلير (سياسي)
توماس كلير هو سياسي كندي، ولد في 28 يناير 1856، وتوفي في 3 يوليو 1917. انتخب عضو الجمعية التشريعية لنيو برونزويك ‏.